# 银河级星舰
银河级星舰（Galaxy Class ）是《星际迷航》中，隶属于星际联邦星际舰队的一个星舰级别。在《星际迷航》的世界中，它是星际舰队最庞大的星舰。于2357年在火星乌托邦平原船塢组装完成。其中最著名的是星际迷航：下一代主角舰联邦星舰进取号（NCC-1701-D)。

## 历史
银河级花了长达14年来设计、研发，融合了当时星际联邦最先进的科技。
银河级星舰除完成为期7年的标准任务等探索任务，还曾在2367年反击博格人等战斗中发挥重要作用。

## 银河级星舰列表
官方設定書和影集中出現銀河級星艦至少有5艘
- 銀河號(USS Galaxy, NX-70637)
- 大和號(USS Yamato, NCC-71807) 出現在銀河飛龍影集
- 企業號(USS Enterprise, NCC-1701-D) 出現在銀河飛龍影集
- 奧德賽號(USS Odyssey, NCC-71832) 出現在銀河前哨影集
- 冒險號(USS Venture, NCC-71854) 出現在銀河前哨影集